# 方妤
方妤（1998年3月8日—）為臺灣女子籃球運動員，就讀國小一、二年級時在踢足球，小三、小四跳國標舞，與卓敬從實踐國中開始當隊友，之後一同升學到滬江高中以及世新大學。

## 外部連結
- 方妤在archive.fiba.com（archived）（英语）
- 方妤在Eurobasket.com（球員）（英语）